# Alphitonia excelsa
Alphitonia excelsa là một loài thực vật có hoa trong họ Táo. Loài này được (Fenzl) Reissek ex Benth. mô tả khoa học đầu tiên năm 1863.

## Hình ảnh

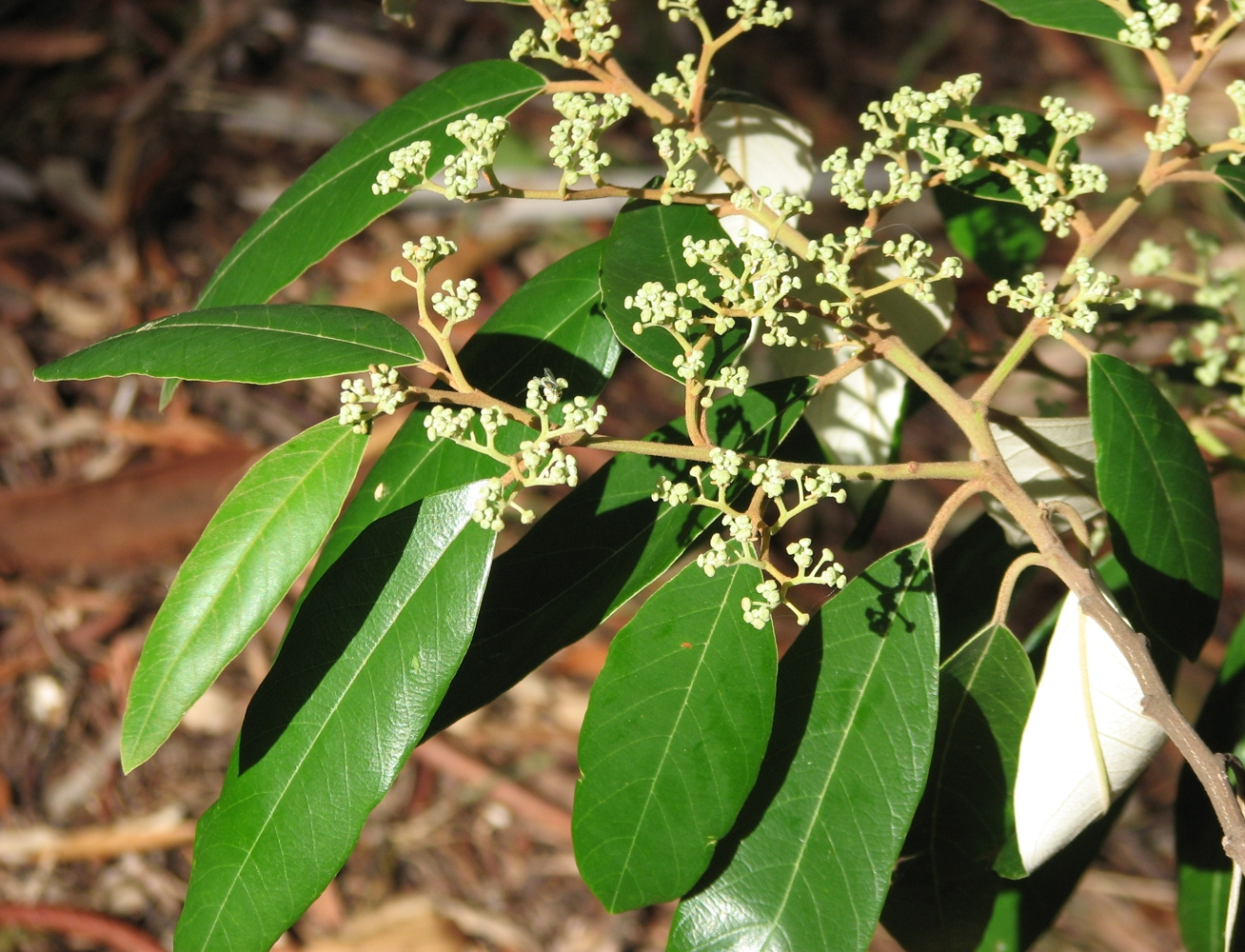
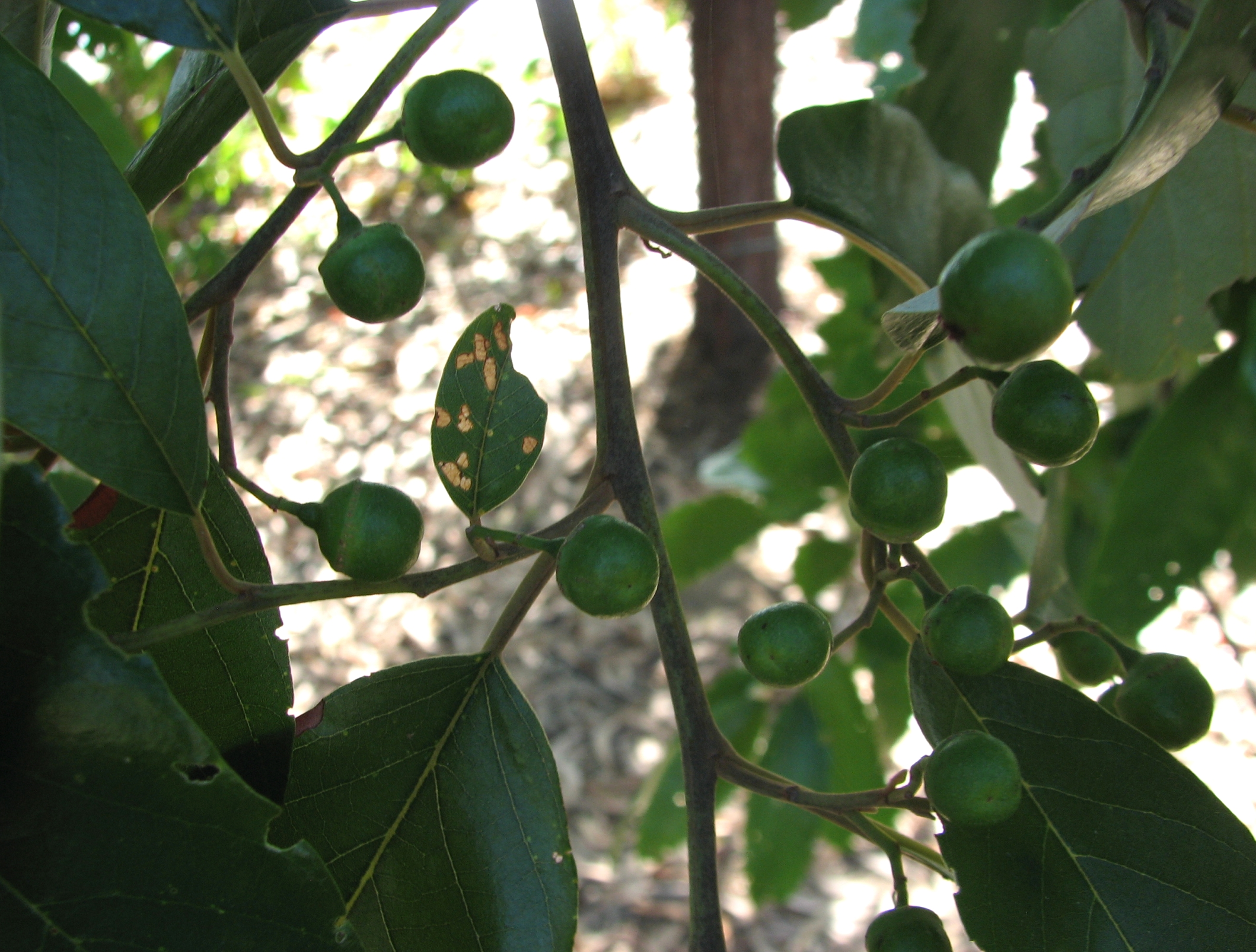
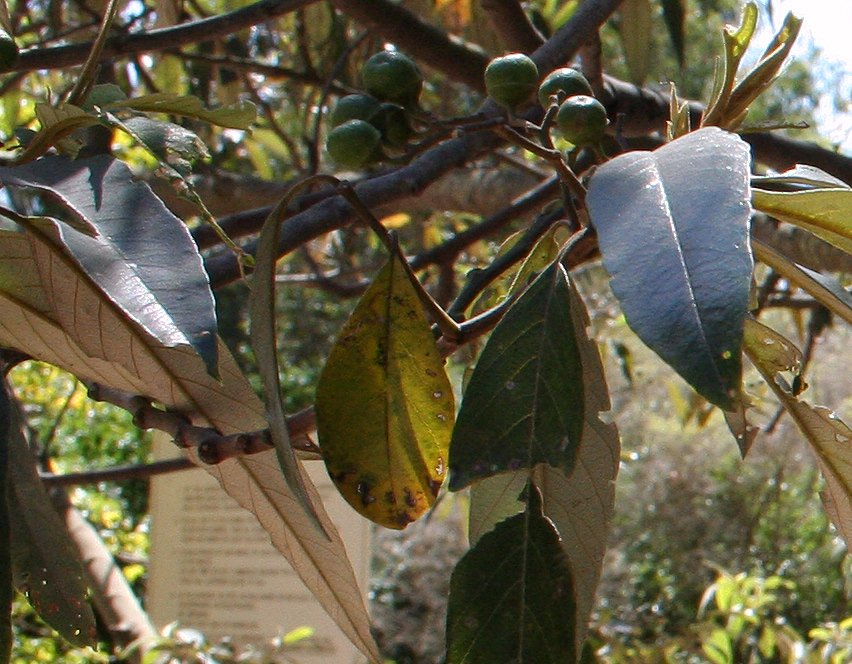
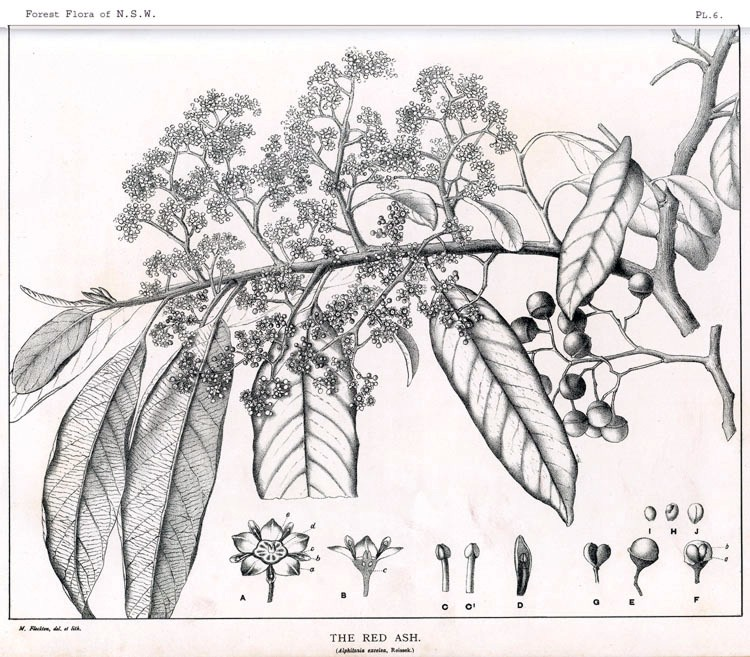